# Ângulo hiperbólico
Um ângulo hiperbólico na posição padrão é o ângulo a (0, 0) entre o raio a (1, 1) e o raio a (x, 1/x) onde  x > 1.
A magnitude do ângulo hiperbólico é a área do setor hiperbólico correspondente, que é igual a ln x.